# Armando Sadiku
Armando Sadiku (Elbasan, el 27 de maig de 1991) és un futbolista d'Albània que juga com a davanter al Màlaga CF, cedit pel FC Goa i la selecció albanesa.